# 馬里亞諾達馬索貝勞恩區
9°20′56″S 75°58′51″W / 9.3490°S 75.9809°W
馬里亞諾達馬索貝勞恩區（西班牙語：Distrito de Mariano Dámaso Beraún），是秘魯的一個區，位於該國中部瓦努科大區的萊昂西奧帕拉多省，始建於1952年5月27日，面積766.3平方公里，海拔高度719米，2005年人口9,741，人口密度每平方公里13人。